# Aerokosmonautika
Aerokosmonautika, (anglicky Aerospace, francouzsky L'aérospatiale) zastřešuje studium, technologie a praktickou leteckou činnost v letectví a kosmonautice, jde tedy o létání jak v zemské atmosféře (ať už na základě aerostatických sil, viz aerostat, tak na základě aerodynamických sil, viz aerodyn), tak mimo zemskou atmosféru, viz kosmické letadlo.
Obor zastřešuje:
- letectví
- kosmonautiku.

V tomto oboru je pozoruhodné „aerospace letadlo“, které Američané nazvali Space Shuttle a které česky nazýváme raketoplán. Raketoplán přistává po své kosmické misi jako „atmosférické letadlo“ (konkrétně jako letoun, tedy motorové letadlo těžší vzduchu s pevnými nosnými plochami, využívající ke svému letu aerodynamické síly), zatímco se v kosmickém prostoru pohybuje jako družice, nebo kosmická loď. Pro start ze země na oběžnou dráhu zatím používá dva raketové nosiče. Jsou však už vyvíjeny raketoplány nové generace, které by měly už dokázat vzlétnout už od země na orbitu bez přídavných raket.